# أوميد مدحت مبارك
أوميد مدحت مبارك وهو طبيب كردي عراقي شغل منصب وزير الصحة في عهد الرئيس العراقي السابق صدام حسين، وكان وزيرا لوزارة العمل والشؤون الاجتماعية أيضا.

## الولادة والنشأة
ولد أوميد مدحت في 5 حزيران 1939م، في مركز مدينة السليمانية بمحلة (صابون كه ران)، وأكمل دراسته في ثانوية السليمانية للبنين، ثم سافر إلى تركيا والتحق بكلية الطب في جامعة أنقرة، وتخرج منها في عام 1964م، وأخذ شهادة الاختصاص في الأمراض الباطنية والقلبية من جامعة فيينا عام 1974م.

## المناصب والوظائف
- خدم خدمة الاحتياط العسكرية بعد تخرجه من كلية الطب عام 1964 كضابط برتبة ملازم ثاني في العراق بمنطقة الرطبة H3.
- في عام 1966 عين بمنصب طبيب مقيم في مستشفى الديوانية.
- في عام 1967 عين بمنصب طبيب مركزي في قضاء حلبجة بمحافظة السليمانية.
- في عام 1968 مدير الصحة المدرسية في السليمانية، ومسؤول ردهات الحميات في المستشفى الجمهوري.
- في عام 1969 كان معاون رئيس الصحة للشؤون الفنية، وطبيب في ردهات الباطنية والحميات في المستشفى الجمهوري بالسليمانية.
- في عام 1970 شغل منصب مدير المستشفى الجمهوري في السليمانية، ثم بعد حصوله على شهادة الاختصاص من الجامعة عام 1974 عاد ليكون مديرا للمستشفى وكذلك مارس مهنته كطبيب اختصاص للباطنية والقلبية في ردهات المستشفى.
- في عام 1974 التحق بالحركة الكردية بقيادة ملا مصطفى البرازاني. ثم عاد في عام 1975 بعد انهيار الحركة وصدور قرار العفو العام وبعد اتفاقية الجزائر بين العراق وإيران.
- في عام 1976 عين في منصب مدير المستشفى التعليمي في السليمانية وكطبيب اختصاص في الباطنية والقلبية.
- في الاعوام 1980- 1984 انتخب عضوا في المجلس الوطني (البرلمان)، ورئيسا للجنة الدائمية للصحة والشؤون الاجتماعية والدينية، ثم اعيد انتخابه عضوا ورئيسا للجنة للفترة 1984- 1988.
- في عام 1987 عين مستشارا في رئاسة الجمهورية للشؤون الطبية والاجتماعية.
- في عام 1989 عين وزيرا لوزارة العمل والشؤون الاجتماعية.
- في عام 1991 عين وزيرا للصحة أصالة ووزيرا لوزارة العمل والشؤون الاجتماعية وكالة.
- وشغل منصب وزير الصحة من عام 1993 حتى الغزو الأمريكي للعراق في 9 نيسان 2003.

## أهم أعماله ومنجزاته
كان للدكتور أوميد الكثير من الانجازات ومنها: 
- تحويل المستوصف العسكري في منطقة الرطبة في معسكر H3 إلى مستشفى وبالقدرات المحلية.
- الرقي بمستوى المستشفى التعليمي في محافظة السليمانية من الناحية الإدارية والتنظيمية وجعله أحسن وأفضل مستشفى في العراق، وذلك حسب قرار وزير الصحة آنذاك الدكتور رياض الحاج حسين واعتباره مركزا تدريبيا لمدراء المستشفيات في العراق.
- استطاع كرئيس للجنة الدائمة للصحة والشؤون الاجتماعية في المجلس الوطني إنشاء مركزا صحيا في المجلس بالإضافة إلى جعل لجنته الدائمة فاعلة ومتميزة في تشريع قوانين وأنظمة ضمن اختصاصاتها.
- استطاع بحكم منصبه كمستشار في ديوان الرئاسة استحصال الموافقات الرئاسية الخاصة لحماية الكوادر الطبية من الاعتداء الحاصل عليها من المراجعين أثناء الخدمة ومن جرائها. وكذلك استحصال الموافقات الرئاسية الخاصة لايفاد الكوادر الطبية العسكرية إلى بريطانيا لاكمال تخصصهم الطبي بالرغم من التقشف المالي أثناء فترة حرب الخليج الأولى.
- ساهم في الحفاظ على استقرار الوضع الصحي في البلاد ومحاربة الأوبئة وتأمين الوقاية وتنظيم إنشاء المستشفيات والعيادات، وأتم بناء بناية وزارة الصحة في منطقة باب المعظم عام 1995.
- أعاد تنظيم وتحسين الخدمات المقدمة من قبل وزارة العمل والشؤون الاجتماعية، وكذلك ساهم في تطوير وتحسين الخدمات في مجال البحث الاجتماعي وخدمات العمال ودور الأيتام والدور الخاصة بالمعاقين.
- تنفيذ نظام التمويل الذاتي في المؤسسات الصحية والطبية في العراق وبشكل ناجح.
- تنفيذ نظام الصيدلة السريرية في مستشفيات العراق ولأول مرة.

## عائلته
الدكتور أوميد متزوج وله ولد واحد وثلاث بنات.
ومن عائلتهِ المهندسة شادان مدحت مبارك.

## هوايته
هواية الدكتور أوميد هو العزف على الكمان والعود، واهتم بالموسيقى الشرقية مع الاهتمام بالطابع العراقي.

## بعد غزو العراق
اعتقل بعد غزو العراق عام 2003 من قبل القوات الأمريكية لمدة 40 يوما، ويذكر ان اسمه لم يكن ضمن قائمة أسماء المطلوبين التي تضم 55 من الشخصيات العراقية المطلوبة لدى الولايات المتحدة، وبعد خروجه من المعتقل مكث في بغداد والسليمانية لغاية شهر تموز 2004، حيث أضطر للهجرة إلى العاصمة الأردنية عمان بعد أن ازدادت نسبة الخطورة عليه وعلى عائلته كباقي المسؤولين في النظام السابق.
يعتبر الدكتور أوميد ذو فكر مدني وليبرالي يمقت التعصب الطائفي والعرقي والعنصري.
في عام 2005 تم تكليفه مستشارا مؤقتا في منظمة الصحة العالمية في المركز الأقليمي لشرق الأبيض المتوسط في القاهرة، حيث نشط في حضور العديد من الاجتماعات وورش العمل حتى عام 2007.
وحاليا يقدم الدكتور أوميد الاستشارات لإنشاء المستشفيات والمراكز الصحية منذ عام 2007 وحتى الآن.
وهو عضو في نقابة أطباء العراق، والجمعية الطبية العراقية، وعضو جمعية البرلمانيين العراقيين حتى عام 2003، وعضو نقابة الموسيقيين العراقيين.